# Jingle Jangle (canção de The Archies)
"Jingle Jangle" é uma canção escrita por Jeff Barry e Andy Kim e interpretada por The Archies. Foi produzido por Jeff Barry. O single alcançou o número 10 na Billboard Hot 100 e o número 27 na tabela Easy Listening dos EUA em 1969. Em janeiro de 1970, a música foi para o número 1 durante uma semana no Canadá. A música apareceu em seu álbum de 1969, Jingle Jangle.
No programa de televisão Riverdale, baseado na Archie Comics, o Jingle-Jangle é apresentado como uma potente droga recreativa. A versão da música dos The Archies é brevemente ouvida no episódio "Chapter Thirty-Eight: As Above, So Below".

## Desempenho nas paradas
| Parada (1969)          | Posição |
| ---------------------- | ------- |
| Canadian RPM Singles   | 1       |
| New Zealand (Listener) | 10      |
| US Billboard Hot 100   | 10      |
| US Easy Listening      | 27      |